# 테이스티
테이스티(TASTY)는 한국계 중국인 대룡, 소룡으로 구성된 중국의 2인조 남성 듀오이다. 2012년 8월 9일 싱글 음반 SPECTRUM을 발매함과 동시에 Mnet 《M! Countdown》 무대를 통해 데뷔하였다. 그룹명 테이스티(TASTY)는 '다양한 맛을 함유하고 있어 먹어도 먹어도 질리지 않는다는 의미'이다. 2015년 7월 소속사 울림 엔터테인먼트에 활동 중단을 통보하였다.

## 활동
테이스티는 14살 때 텔레비전에서 비의 무대를 통해 가수의 꿈을 키웠고, 19살이 되던 2006년에 대한민국으로 와 JYP 엔터테인먼트에서 오디션에 합격한 뒤 연습생으로 발탁되었다. 연습생활 1년 만에 박진영이 7년 만에 컴백하는 주력 무대에 백업댄서로 서며 실력을 인정받았다. 테이스티는 연습생으로 들어간 뒤 얼마 지나지 않아 JYP USA으로 보내져 3년 간의 트레이닝을 거쳤다. 미국에서 비욘세(Beyonce), 니요(Ne-yo)의 안무가들에게 춤을 배울 수 있었고, 이들에게 배운 내용은 테이스티가 안무를 직접 짜는 데 큰 도움이 되었다고 한다. 그러나 연습생 생활 5년을 거치며 데뷔할 기회는 쉽게 오지 않았고, 결국 테이스티는 소속사를 나와 연습생 생활을 그만두게 되었다. 이후 지인의 소개를 통해 울림 엔터테인먼트를 만나게 되었고, 약 1년 간의 연습생 생활 끝에 2012년 8월 9일에 데뷔하게 된다. 하지만 2015년 7월, 테이스티는 울림 엔터테인먼트와의 전속계약을 일방적으로 해지하고 중화권에서 활동한다며 대한민국 활동을 중단하였다.

## 이전 구성원
| 이름 | 소개                                                                                            |
| ---- | ----------------------------------------------------------------------------------------------- |
| 대룡 | - 본명 : 정대룡 - 생년월일 : 1988년 2월 25일(37세) - 출생지 : 중국 - 활동기간 : 2012년 ~ 2015년 |
| 소룡 | - 본명 : 정소룡 - 생년월일 : 1988년 2월 25일(37세) - 출생지 : 중국 - 활동기간 : 2012년 ~ 2015년 |

## 음반 목록

### 싱글 음반
- 2012년 : SPECTRUM
- 2013년 : SPECTACULAR
- 2013년 : 떠나가
- 2014년 : ADDICTION

## 콘서트
- 2013년 10월 19일 - SMTOWN LIVE WORLD TOUR III in BEIJING
- 2014년 10월 18일 - SMTOWN LIVE WORLD TOUR IV in SHANGHAI
- 2015년 3월 21일 - SMTOWN LIVE WORLD TOUR IV in TAIWAN

## 기타 활동
- 2013년 11월 9일~11월 10일 - 2013 GIRLS' GENERATION WORLD TOUR ~Girls & Peace~ in HONG KONG (오프닝 공연)

## 수상 내역
- 2014년 1월 8일 제14회 《화정 어워즈》글로벌 가장 환영 받는 신인 가수상
- 2014년 1월 14일 제29회 《골든 디스크》음원 넥스트 제너레이션상

### 공식 홈페이지
- 공식 홈페이지

### SNS
- 테이스티 공용 트위터
- 테이스티의 채널 - 유튜브